# Ctenognophos kansubia
Ctenognophos kansubia là một loài bướm đêm trong họ Geometridae.